# Evangelische Kirche (Crainfeld)

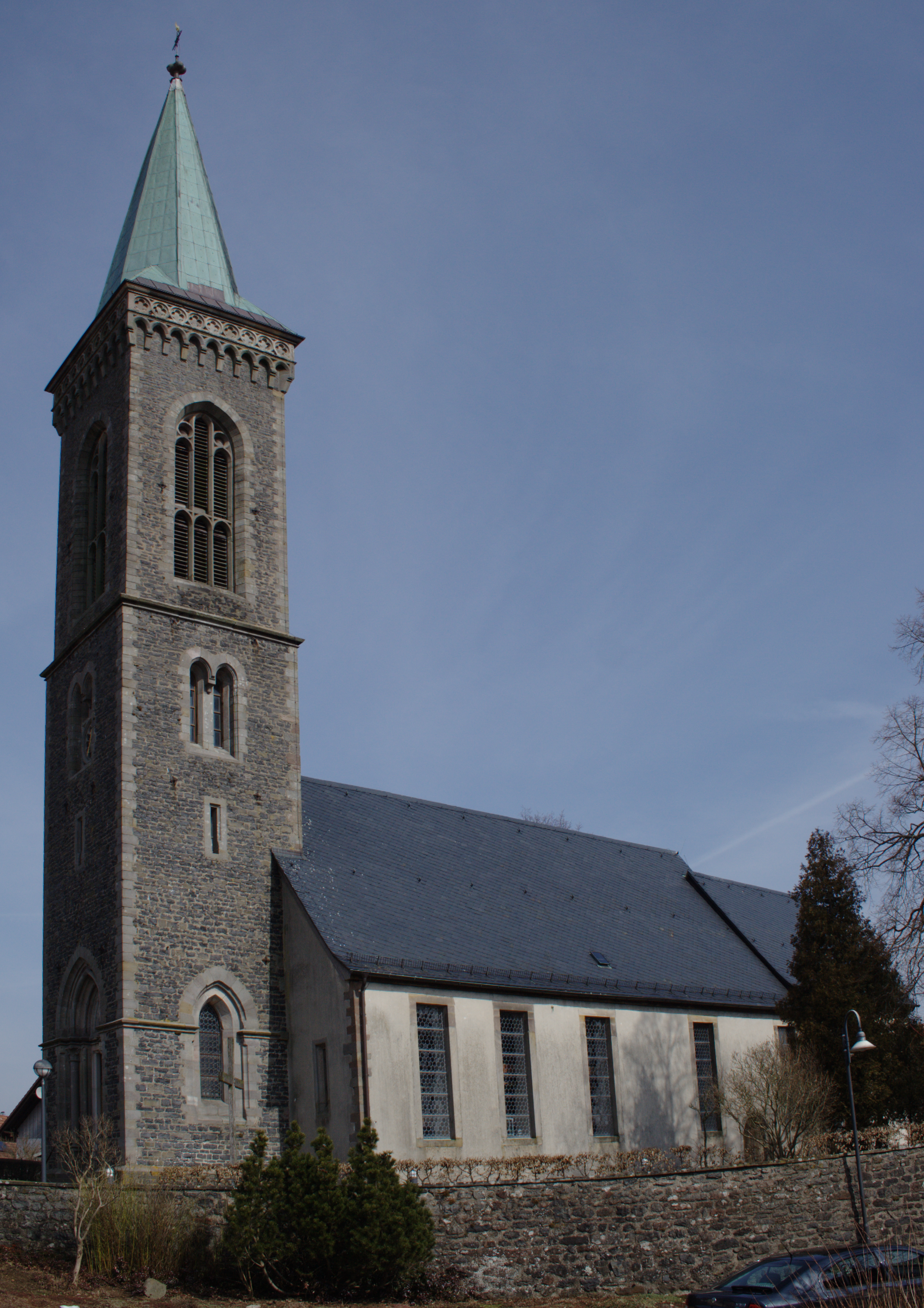
Die Kirche von Osten

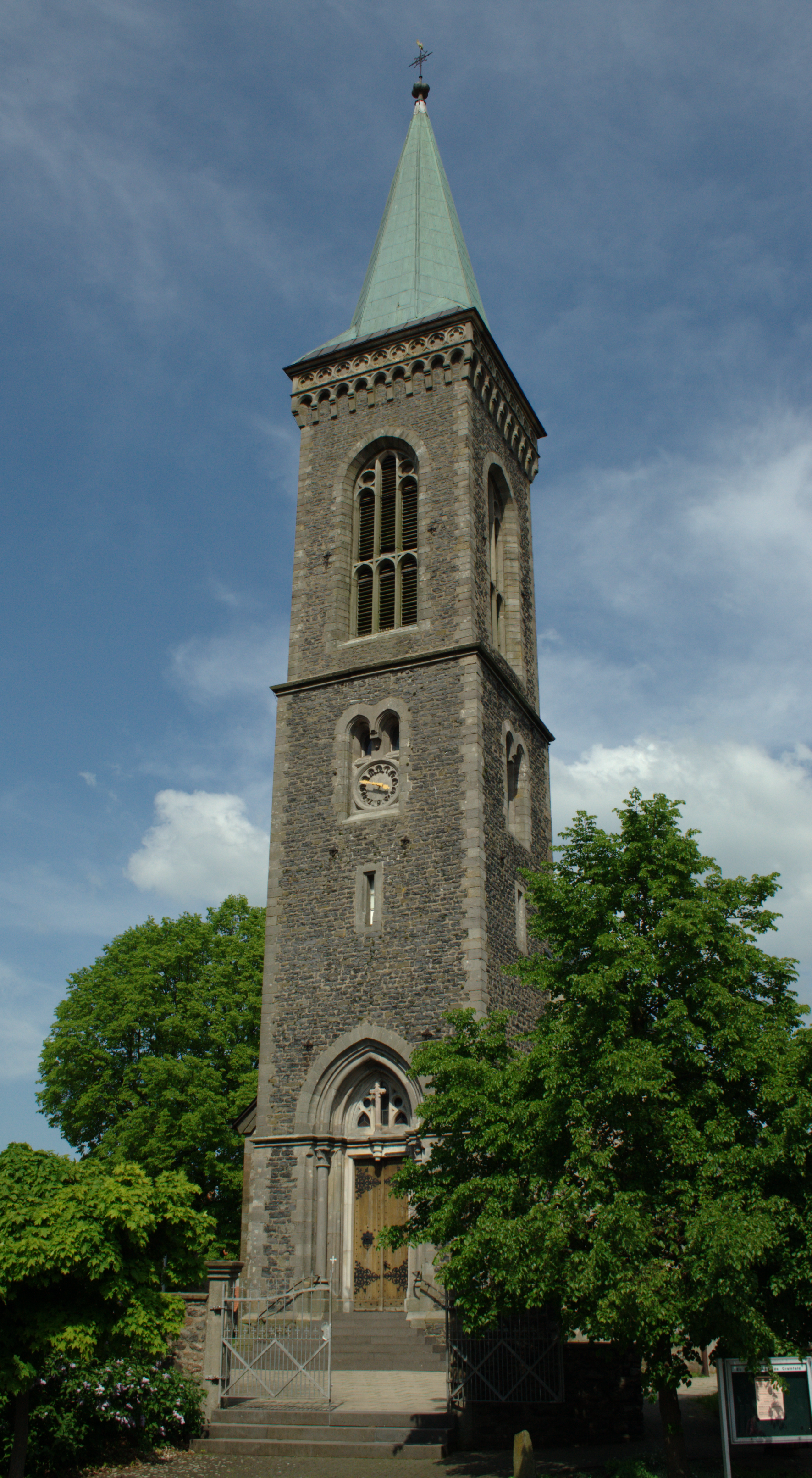
Der Kirchturm

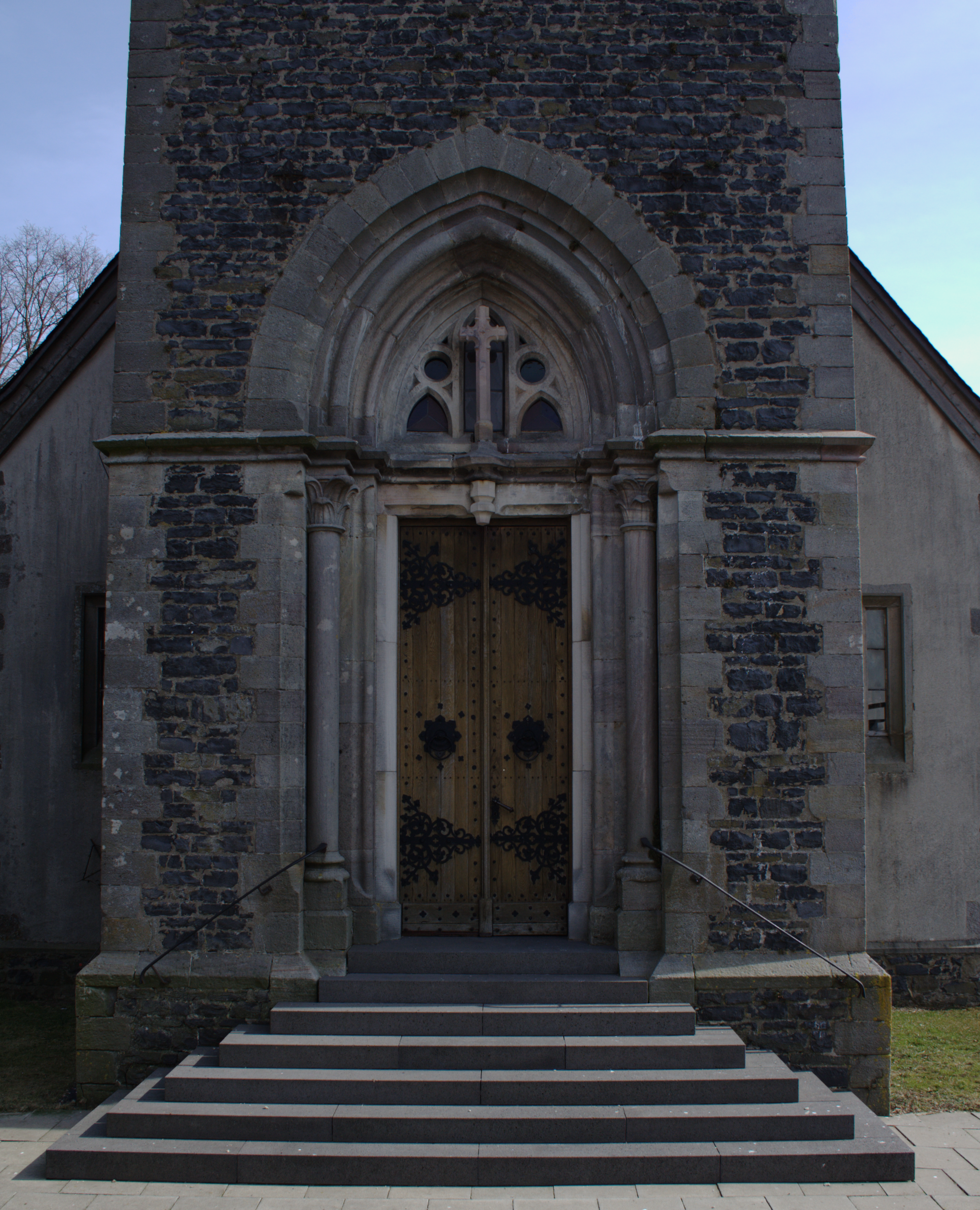
Das Eingangsportal

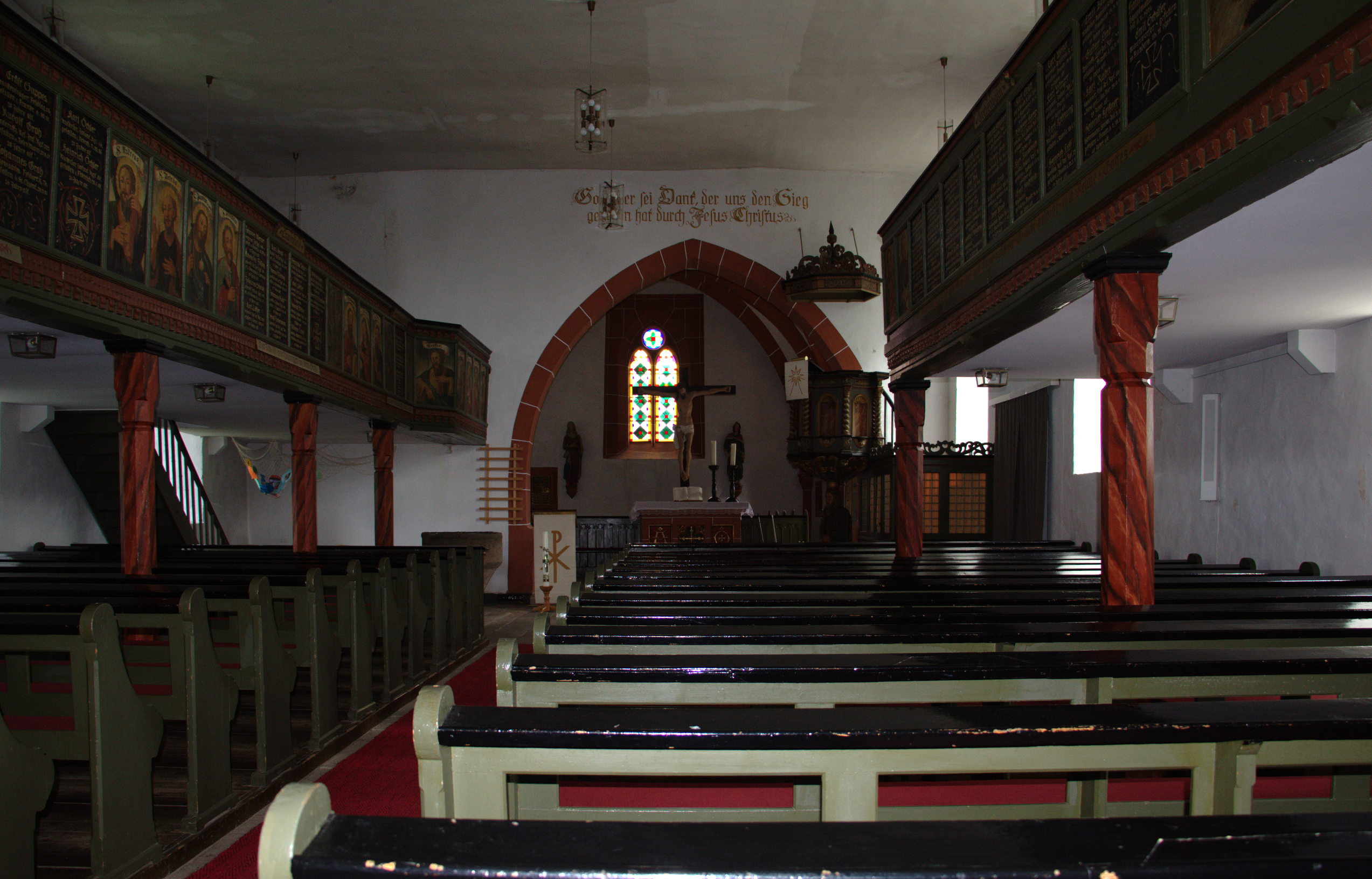
Innenraum mit Blick zum Altar

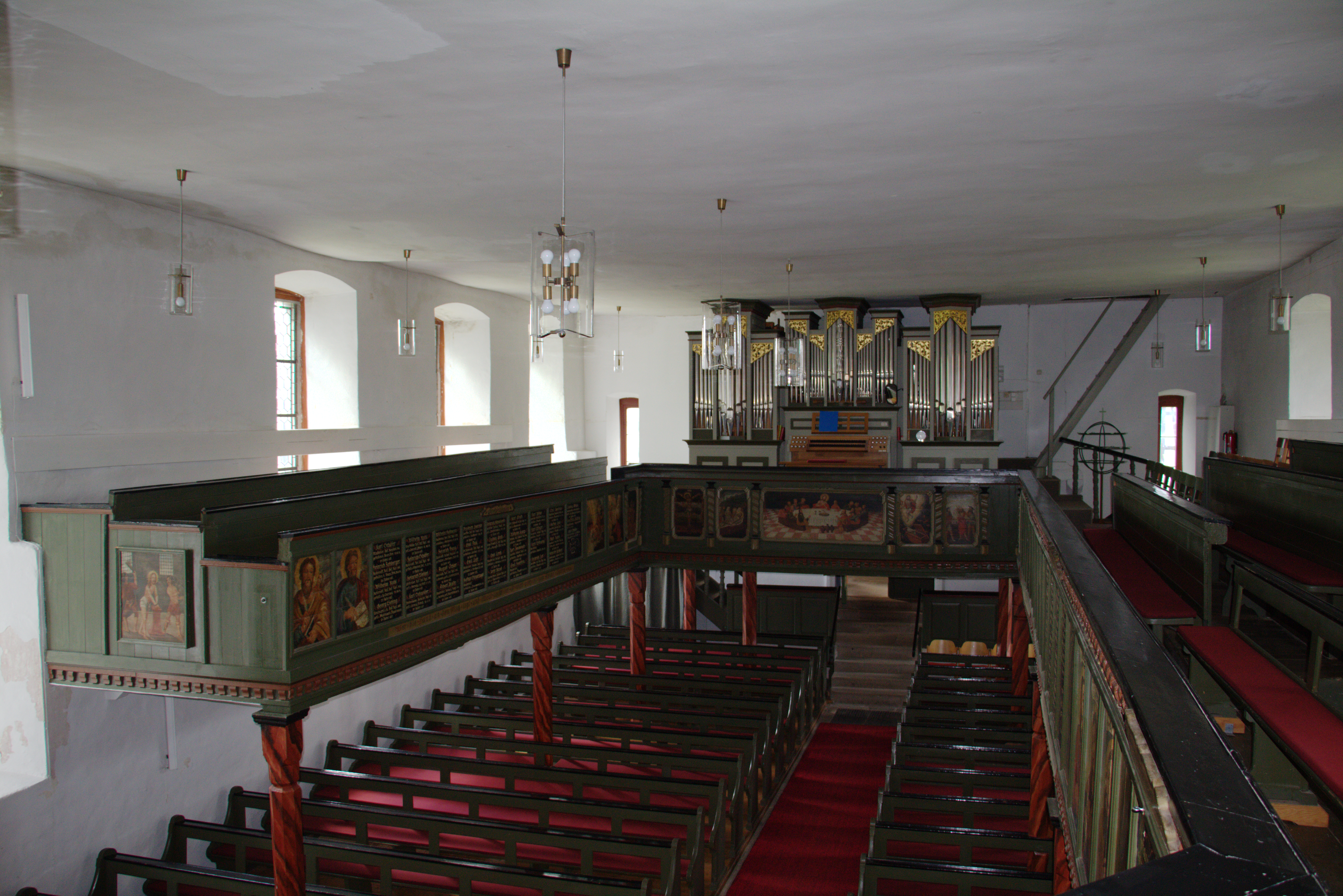
Innenraum mit Blick zur Orgel

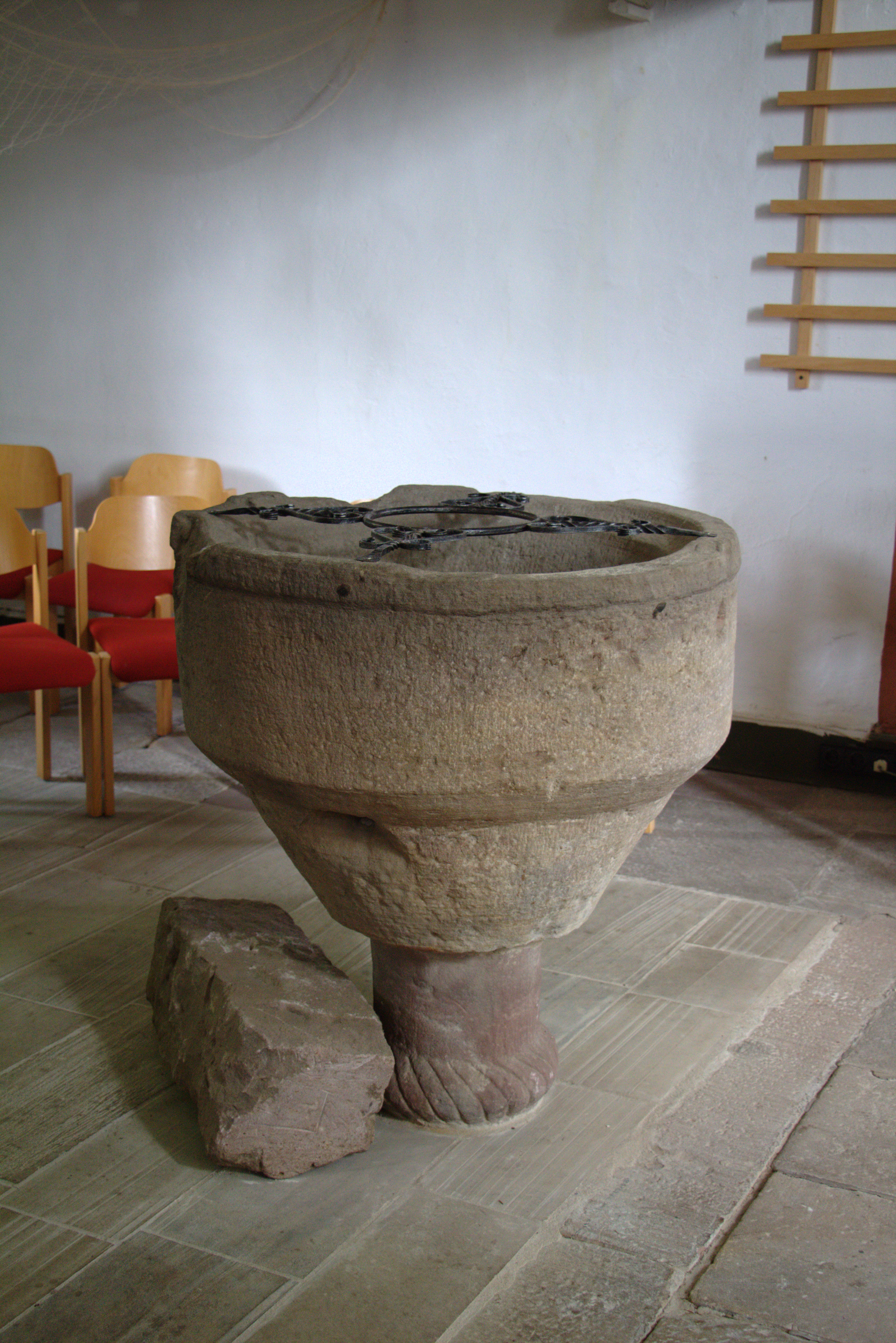
Romanischer Taufstein

Die Evangelische Kirche in Crainfeld ist eine im Kern gotische Saalkirche im gleichnamigen Ortsteil der Gemeinde Grebenhain im Vogelsbergkreis in Hessen. Die ältesten Teile der Kirche gehen auf die Zeit um 1300 zurück, jedoch wird ihr Erscheinungsbild heute wesentlich geprägt vom Wiederaufbau nach den Zerstörungen des Dreißigjährigen Krieges und vor allem dem im Jahr 1860 fertiggestellten neueren Glockenturm. Dieser erreicht eine Höhe von 48 m und ist eine weithin sichtbare Landmarke. Die Kirche ist die Pfarrkirche des Kirchspiels Crainfeld im Dekanat Vogelsberg der Evangelischen Kirche in Hessen und Nassau (EKHN), zu dem neben Crainfeld auch Bermuthshain, Grebenhain und Vaitshain gehören.

## Geschichte
Im Jahr 1011, von dem fuldischen Mönch Eberhard auf 1020 datiert, wurde von dem Mainzer Erzbischof Erkanbald eine Kirche zu Ehren des heiligen Ulrich von Augsburg in Creinfelt geweiht. Damit verbunden war die Grenzbeschreibung der dazugehörigen Pfarrei. Diese umfasste ein weitaus größeres Gebiet als das heutige evangelische Kirchspiel Crainfeld. So gehörten auch die 1524 von den Riedeseln abgespaltene Pfarrei Nieder-Moos und Ilbeshausen (bis 1728) sowie Teile der späteren Pfarrei Altenschlirf dazu. Im Jahr 1342 wird in einer Urkunde ein dem St. Nikolaus geweihter Altar erwähnt. Am 14. November 1527 wurde der letzte katholische Pfarrer Ludwig Wagenhausen nach einer Visitation seines Amtes enthoben und durch den Protestanten Andreas Nerzig abgelöst. Damit war die Reformation im Kirchspiel Crainfeld eingeführt.
Während des Dreißigjährigen Krieges wurde die Crainfelder Kirche am 1. Juni 1622 beim Durchzug der Truppen von Christian von Braunschweig-Wolfenbüttel ausgeplündert und in Brand gesteckt. Zwischen 1625 und 1629 wurde die Kirche wieder aufgebaut und 1667 nochmals erneuert, wobei die ursprüngliche gotische Gewölbedecke des Langhauses durch eine von vier Eichensäulen zusätzlich gestützte Flachdecke ersetzt wurde. Nur der Chor behielt sein gotisches Erscheinungsbild. 1666 erhielt die Kirche erstmals eine Orgel. Ein Neubau des sehr alten Kirchturms wurde bereits 1683 von dem damaligen Niddaer Amtmann Gambs als notwendig angesehen, unterblieb aber zunächst. 1702 sowie 1818 und 1833 erfolgten Ausbesserungen des Turms.
Im Jahr 1858 wurde der baufällige Glockenturm abgebrochen und an seiner Stelle der noch heute stehende Turm mit neogotischen Formen errichtet und 1860 eingeweiht. In den folgenden Jahren wurde bis 1865 auch das Kirchenschiff renoviert und umgebaut. Hierbei wurde auch die noch erhaltene mittelalterliche Sakristei beseitigt. Eine weitere großangelegte Kirchenrenovierung erfolgte 1934, hierbei erhielt das Kircheninnere seine heutige Gestalt.
1964 erhielt die Kirche eine neue Heizung. Bei den Bauarbeiten hierzu wurden im Kirchenschiff mehrere Gräber von früheren Geistlichen, einschließlich zweier gut erhaltener Grabplatten, unter dem Fußboden entdeckt. Das Schieferdach des Turmhelms wurde 1971 durch ein Kupferdach ersetzt, da bei Stürmen zuvor immer wieder Schieferplatten von dem 48 m hohen Turm abgerissen und nach unten geschleudert wurden. 1981 wurde der mittelalterliche Taufstein, der im 19. Jahrhundert aus der Kirche entfernt worden war, wieder im Inneren aufgestellt. 1990 erhielt die Kirche eine neue Orgel, 1991 wurde das bis dahin aus drei Glocken bestehende Geläut um eine weitere Glocke ergänzt.
Bei dem Orkan Kyrill zu Beginn des Jahres 2007 wurde das Kirchturmdach erheblich beschädigt. Nach der Instandsetzung wurden weitere Schäden am Turm und am Kirchendach festgestellt, die in den folgenden Jahren behoben werden mussten.

## Architektur
Die Kirche befindet sich mitten im Ortskern des Straßendorfes Crainfeld. Ihr gegenüber steht der Edelhof, das ehemalige Wohn- und Amtshaus der landgräflich hessen-darmstädtischen Oberschultheißen. Um die Kirche herum verläuft die Kirchhofsmauer, die im südlichen Teil, bedingt durch das abfallende Gelände, mehrere Meter hoch ist. Bis zu seiner Aufhebung im Jahr 1825 befand sich der alte Crainfelder Friedhof rings um die Kirche. Nahezu alle früheren Grabsteine und Grabdenkmäler sind heute beseitigt.
Bedingt durch ihre Geschichte zeigt die Crainfelder Kirche heute die Architekturmerkmale dreier verschiedener Epochen.
Der heutige Kirchturm im neogotischen Stil wurde am 16. September 1860 nach rund zweijähriger Bauzeit eingeweiht. Er wird aufgrund seiner hoch aufragenden Gestalt und dem spitz auslaufenden Turmhelm, bei einer Gesamthöhe von 48 m, umgangssprachlich Vogelsberger Bleistift genannt. Der Turm enthält auch das Haupteingangsportal mit einer Treppe davor. Der ursprüngliche Glockenturm war, wie ein 1858 angefertigter Zustandsplan der Kirche belegt, von deutlich gedrungener Gestalt. Dem Stil nach scheint er in der Übergangszeit von der Romanik zur Gotik errichtet worden zu sein.
Das verputzte Langhaus mit seinen Rechteckfenstern und der Flachdecke geht im Wesentlichen auf den Wiederaufbau der Kirche von 1625 bis 1629 zurück, nachdem die ursprüngliche Gewölbedecke bei dem Brand am 1. Juni 1622 eingestürzt war. Gotische Formen zeigen dagegen noch die beiden Eingangspforten an der Südseite. Das eine Pförtchen ist mit der Darstellung eines Pelikans verziert, der nach dem Physiologus seine Jungen mit dem eigenen Blut ernährt. Das andere Portal zeigt ebenfalls nach dem Physiologus die Darstellung der Löwin, deren Junges wieder neu zum Leben erweckt wird.
Die Zerstörung des Gotteshauses im Dreißigjährigen Krieg überstand der Chor weitgehend unversehrt. Er weist noch das ursprüngliche Kreuzrippengewölbe aus dem 14. Jahrhundert und spitzbogige Fenster mit Maßwerk auf.
Das Dach der Kirche besitzt eine Schieferdeckung, die bis 1971 auch der Turmhelm aufwies, dann jedoch aufgrund von Schäden durch die Witterung ein Kupferdach erhielt.

## Ausstattung
Das Langhaus wird von der freitragenden Flachdecke abgeschlossen, während der Chor durch das Gewölbe mit roten Kreuzrippen überwölbt wird. Der Innenraum ist verhältnismäßig schlicht gestaltet. Die dreiseitig umlaufende Holzempore stammt aus dem Jahr 1667 und ruht auf Kragsteinen und mehreren achtseitigen marmorierten Stützen. Sie wurde 1934 auf ihr heutiges Niveau hinabgesenkt. Die Brüstungsfelder sind bemalt mit einer Darstellung der Taufe Jesu und Szenen aus der Passion. Außerdem enthalten sie Darstellungen des Moses, der Apostel und zweier Evangelisten. 1934 wurden in den Emporenbrüstungen zusätzlich noch Gedenktafeln für die Gefallenen der Kirchspielsgemeinden im Ersten Weltkrieg angebracht.
Die mit Puttenköpfen, gedrehten Ecksäulen und Muschelnischen reich verzierte Kanzel stammt ebenfalls aus dem Jahr 1667. Sie wird von der Figur des Moses mit den Gesetzestafeln, vergleichbar einer Karyatide, getragen. Der gemauerte Altar in gotisierenden Formen trägt ein Kruzifix aus der Mitte des 17. Jahrhunderts. Dahinter im Chor befinden sich zwei Figuren des Josef von Nazaret und der Maria. Bei der Renovierung der Kirche 1964 wurden Wandmalereien im Chor entdeckt, jedoch nicht dokumentiert und wieder überstrichen. Das Chorgestühl ist neogotisch. Ältester Teil der Ausstattung ist der romanische Taufstein, der erst seit 1981 wieder in der Kirche steht.
Die Orgel auf der Empore stammt aus dem Jahr 1990 und wurde von der Giengener Orgelmanufaktur Gebr. Link in Giengen an der Brenz gebaut. Ihr ging eine 1895 von der Firma Förster & Nicolaus Orgelbau in Lich gebaute Orgel voraus. Erstmals mit einer Orgel ausgestattet wurde die Kirche 1666.

## Glocken
Das Geläut der Kirche besteht heute aus vier Glocken. Die älteste wurde im Jahr 1627 von Gottfried Köhler aus Kassel gegossen, als die Kirche wieder aufgebaut wurde. Die beiden nächstjüngeren Glocken wurden 1775 und 1799 in Gießen gegossen, erstere von Johann Philipp Henschel und Friedrich Wilhelm Otto, letztere ebenfalls von Friedrich Wilhelm Otto. Diese beiden Glocken mussten im Zweiten Weltkrieg zur Einschmelzung für Rüstungszwecke abgeliefert werden. Sie wurden auf den Glockenfriedhof in Hamburg-Veddel gebracht, kamen aber anders als die Mehrzahl der dort lagernden Glocken nicht mehr zur Einschmelzung und wurden 1948 zurückgegeben. Die vierte Glocke wurde erst 1991 angeschafft und von der Glocken- und Kunstgießerei Rincker in Sinn gegossen.